# Süti, nem süti
A Süti, nem süti (eredeti cím: Small Time Crooks) 2000-ben bemutatott amerikai bűnügyi-filmvígjáték. A Woody Allen által írt és rendezett film cselekménye némi hasonlóságot mutat az 1942-ben készült Larceny, Inc. című vígjátékkal. A főszerepben Woody Allen, Hugh Grant, Elaine May és Tracey Ullman látható.
A film pozitív véleményeket kapott a kritikusoktól. Ullmant a legjobb női főszereplőnek járó Golden Globe-díjra is jelölték, és May elnyerte a legjobb női mellékszereplőnek járó elismerést a National Society of Film Critics Awardson.

## Rövid történet
Egy kisstílű bűnöző egy bankkal szemben nyit pizzériát, hogy onnan bűntársaival alagutat ásva kirabolhassa a széfet.

## Cselekmény
Ray (Woody Allen), aki hivatásos bűnöző, és cimborái ki akarnak bérelni egy bezárt pizzériát, hogy alagutat áshassanak az étterem pincéjéből egy közeli bankba. Ray felesége, Frenchy (Tracey Ullman) azzal fedezi tevékenységüket, hogy süteményeket árul az étteremben. A rablási terv kudarcba fullad, de miután franchise-szerűen működtetik az üzletet, a sütik eladása milliomossá teszi őket.
Egy nap Frenchy nagy bulit rendez és meghallja, hogy az emberek gúnyt űznek a rossz ízlésükből és a kulturálatlanságukból. Megkér egy David nevű műkereskedőt (Hugh Grant), képezze őt és Rayt, hogy jobban be tudjanak illeszkedni az amerikai felsőbb rétegek közé. Ray ennek minden percét utálja, de Frenchynek tetszik az új életmód.
Azonban Frenchy nem tudja, hogy David valójában csak arra használja őt, hogy a saját projektjeit finanszírozza. Raynek végül elege lesz, és elhagyja Frenchyt.
David és Frenchy elmennek Franciaországba, hogy Frenchy még több kulturális ismeretet szerezzen. Frenchy közben kap egy hívást, és kiderül, hogy a könyvelői becsapták. Mindenét elvesztette, beleértve a süticégét, az otthonát és egyéb tulajdonait. David, amikor értesül a csődről, nyomban ellene fordul és otthagyja.
Ray visszatér a bűnözéshez és kitalálja, hogy egy bulin el fog lopni egy értékes nyakláncot. Készít egy hamisítványt, hogy a partin kicserélje az igazival. A buliban megtudja, hogy Frenchynek semmije nincs, így később elmegy hozzá. Elmondja neki, hogy ellopott egy értékes nyakláncot, amelyet meg is mutat neki. Frenchy meg tudta állapítani, hogy a nyaklánc hamis – Ray a keveredésben a saját hamisítványát hozta el. Frenchy mutat egy nagyon drága cigarettatárcát, amit egyszer Davidnek adott ajándékba, de visszalopta, miután David elhagyta őt. A cigarettatartó egykor a windsori herceg tulajdona volt. Ray és Frenchy kibékülnek, úgy döntenek, hogy eladják a cigarettatartót, és Floridában nyugdíjba vonulnak.

## Szereplők
| Színész          | Szerep                        | Magyar hang    | Magyar hang    |
| Színész          | Szerep                        | 1. szinkron    | 2. szinkron    |
| ---------------- | ----------------------------- | -------------- | -------------- |
| Woody Allen      | Ray Winkler                   | Háda János     | Kern András    |
| Tracey Ullman    | Frances „Frenchy” Fox-Winkler | Csere Ágnes    | Borbás Gabi    |
| Elaine May       | May Sloane                    | Tóth Judit     | Pálos Zsuzsa   |
| Elaine Stritch   | Chi-Chi Velasquez Potter      | Kassai Ilona   | Andai Györgyi  |
| Hugh Grant       | David Perrette                | Czvetkó Sándor | Stohl András   |
| Michael Rapaport | Denny Doyle                   | Dózsa Zoltán   | Széles László  |
| Tony Darrow      | Tommy Walker                  | Lázár Sándor   | Harsányi Gábor |
| Jon Lovitz       | Benjamin „Benny” Bukowski     | Harmath Imre   | Mikó István    |
| Brian Markinson  | Ken DeLoach rendőrtiszt       |                | Beratin Gábor  |
| George Grizzard  | George Blint                  | Garai Róbert   | Áron László    |
| Larry Pine       | Charles Bailey                | Beratin Gábor  | Imre István    |
| Kristine Nielsen | Emily Bailey                  | Némedi Mari    | Vennes Emmy    |

## Fordítás
- Ez a szócikk részben vagy egészben  a   Small Time Crooks című angol Wikipédia-szócikk fordításán alapul.  Az eredeti cikk szerkesztőit annak laptörténete sorolja fel. Ez a jelzés csupán a megfogalmazás eredetét és a szerzői jogokat jelzi, nem szolgál a cikkben szereplő információk forrásmegjelöléseként.